# Неотропічний деркач
Неотропічний дерка́ч (Rufirallus) — рід журавлеподібних птахів родини пастушкових (Rallidae). Представники цього роду мешкають в Південній Америці.

## Види
Виділяють два види:
- Деркач каєнський (Rufirallus viridis)
- Деркач еквадорський (Rufirallus castaneiceps)

## Етимологія
Наукова назва роду Rufirallus походить від сполучення слова лат. rufus — рудий і наукової назви роду Пастушок (Rallus Linnaeus, 1785).